# OperaBrass
OperaBrass ist eines der ältesten Kammermusikensembles des Bayerischen Staatsorchesters. 
Zum ersten Mal trat das Ensemble im Mai 1996 zusammen auf. Die offizielle Gründung erfolgte 2003.

## Besetzung und Repertoire
Die Besetzung besteht aus vier Trompeten und Posaunen, einem Horn, Tuba und Schlagzeug. Das Repertoire erstreckt sich über verschiedenste Stilepochen und umfasst Auftrags-Arrangements, als auch eigene Bearbeitungen der Trompeter Andreas Öttl und Frank Bloedhorn.

## Auftritte
- OperaBrass spielt regelmäßig im Rahmen der Kammerkonzerte der Bayerischen Staatsoper.
- Einmal im Jahr sind OperaBrass auch im Rahmen der Münchner Opernfestspiele zu hören.
- 2006 gab OperaBrass ein Konzert mit den King’s Singers im Prinzregententheater, München.
- 2007 trat das Ensemble im Rahmen eines Konzertes in der Kathedrale La Seu in Palma auf.